# Otostigmus beroni
Otostigmus beroni är en mångfotingart som beskrevs av Lewis 200. Otostigmus beroni ingår i släktet Otostigmus och familjen Scolopendridae.
Artens utbredningsområde är Nepal. Inga underarter finns listade i Catalogue of Life.